# Sindrome di von Hippel-Lindau
La VHL o sindrome di von Hippel-Lindau è una malattia a carattere ereditario molto rara, caratterizzata dall'associazione di diverse forme di neoplasia, fra cui angiomi e altre forme di neoplasia del rene e feocromocitomi.

## Epidemiologia
Colpisce una persona su 36 000 L'incidenza è maggiore intorno ai 30-40 anni, anche se può manifestarsi a qualunque età.

## Storia
Il nome della sindrome è dovuto a coloro che per primi la descrissero: l'oftalmologo tedesco Eugen von Hippel e il patologo svedese Arvid Lindau.

## Eziologia
La causa di questa malattia è una mutazione di un gene localizzato sul braccio corto del terzo cromosoma, mappato in 3p25-26, il quale codifica per la proteina VHL. Quest'ultima normalmente collabora con le elonghine B e C per legarsi ai fattori di trascrizione HIF (Hypoxia Induced Factor) idrossilati dalla presenza di ossigeno, ne provoca l'ubiquitinazione e la distruzione tramite il proteasoma. Il complesso coi geni HIF è responsabile delle risposte cellulari all'ipossia, fra cui lo sviluppo di neoangiogenesi e l'induzione della proliferazione cellulare; quindi VHL si comporta come un oncosoppressore e sono facilmente deducibili le conseguenze cliniche della sua mancanza. Il prodotto genico può essere totalmente assente (delezioni o mutazioni frameshift) con espressione anomala di codoni di STOP) oppure inattivo, portando a quadri clinici differenti.
Inoltre blocca il VEGF.

## Sintomatologia
A seconda del genotipo del soggetto sono rinvenibili quadri clinici differenti; in particolare la malattia è suddivisibile in 2 tipi. Il tipo 1 con assenza di feocromocitoma e il tipo 2 che invece lo manifesta. Nel primo caso la proteina spesso è mutata, ma presente; nel secondo caso invece è deleta. Inoltre il tipo 2 è diviso ulteriormente in 3 sottotipi: A, B e C (il primo con tumore a cellule renali, il secondo con anche emangioblastoma e il terzo con solo feocromocitoma).
Sono anche riscontrati tumori endocrini (specie pancreatici), cisti renali (dovute all'edema da neoangiogenesi) e altre manifestazioni neoplastiche.

## Diagnosi
La ricerca delle alterazioni del gene VHL deve essere guidata dalla clinica con cui la patologia si presenta e dalla buona pratica clinica. (Vanno valutate l'utilità reale e la metodica più adatta nel fare una consulenza genetica). Nel caso in cui si sospetti una delezione si fanno gli esami adatti a trovarla; nel caso di una mutazione puntiforme si usano le metodiche adatte, e si valuta se la mutazione eventualmente trovata corrisponde a una patologia; o tramite la consultazione di database appositi o facendo prove indirette (nei tumori del soggetto si cerca anche la delezione dell'allele sano oltre a quello mutato congenitamente, in modo da provare che il danno trovato è quello responsabile del quadro clinico).

## Terapia
Si procede a intervento chirurgico, che viene effettuato in particolari condizioni:
- Lesioni spinali sintomatiche
- Lesioni cerebrali sintomatiche o in rapida evoluzione
- Neoplasie solide renali > 3 cm
- Neoplasie solide pancreatiche > 3 cm

## Galleria d'immagini

Emangioblastomi nella malattia di von Hippel-Lindau.
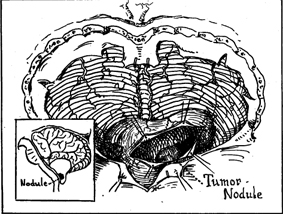
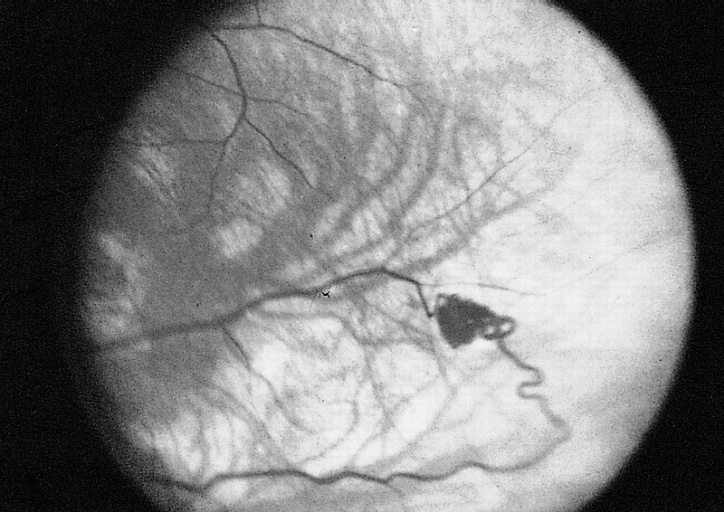

Istopatologia degli emangioblastomi.
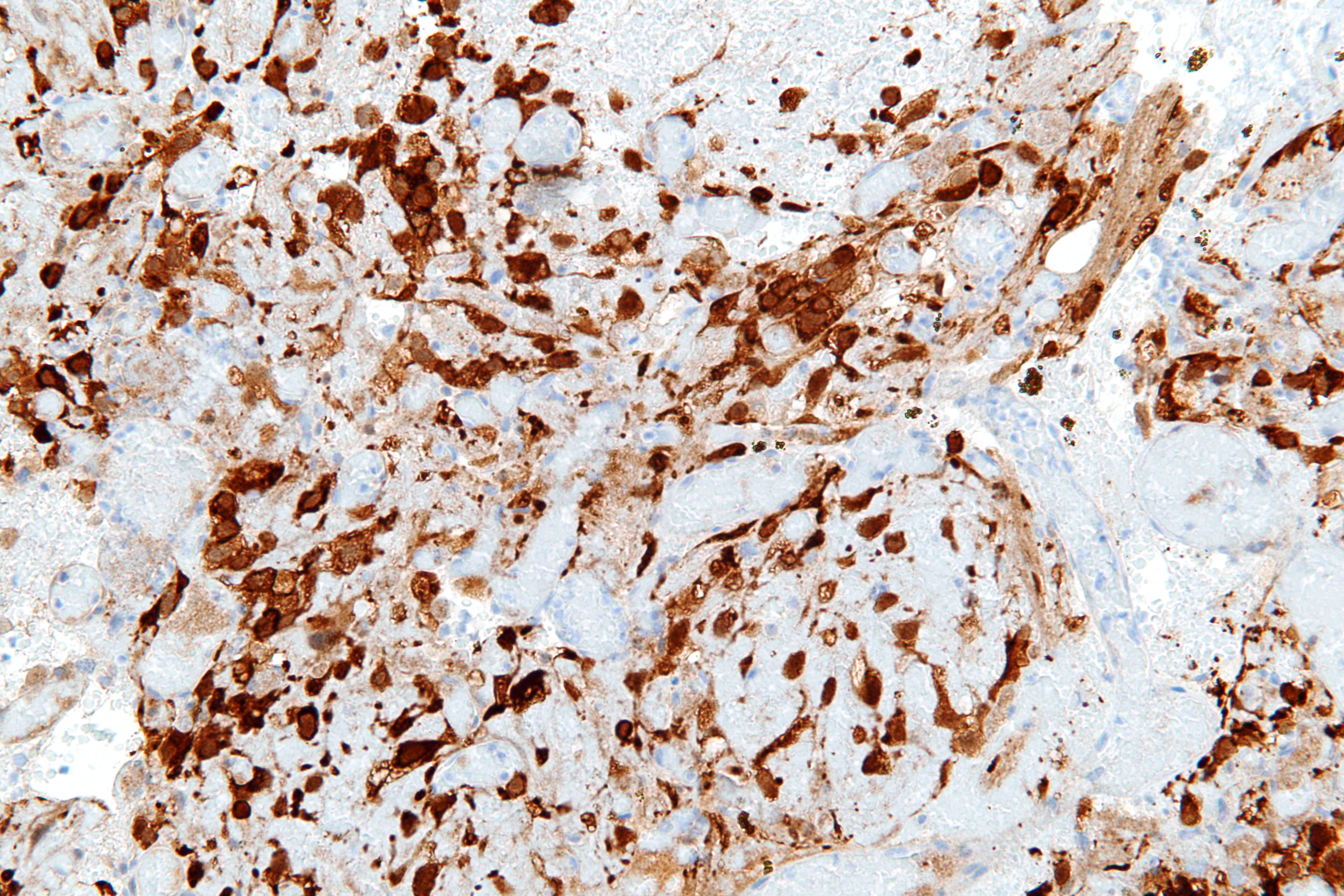
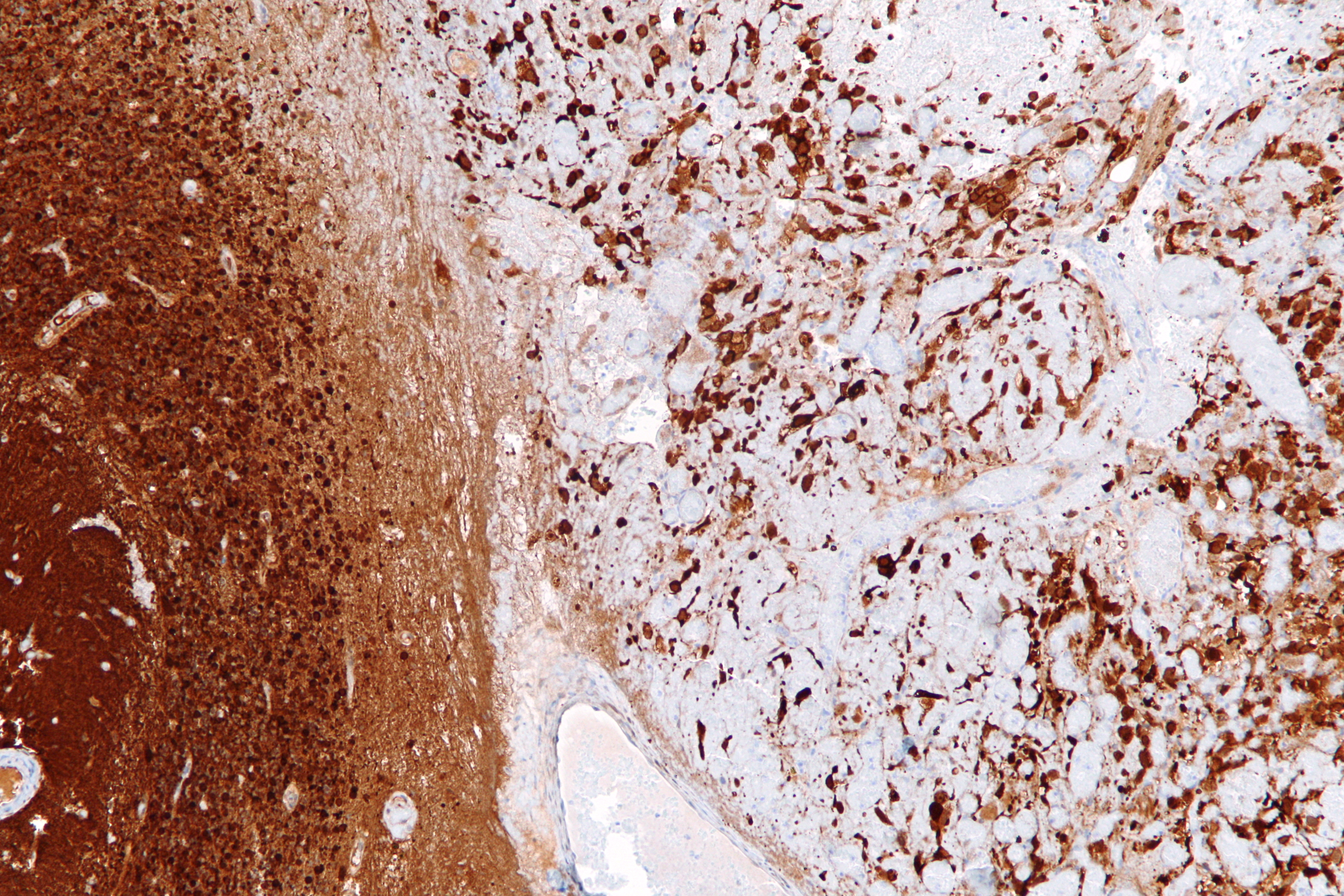
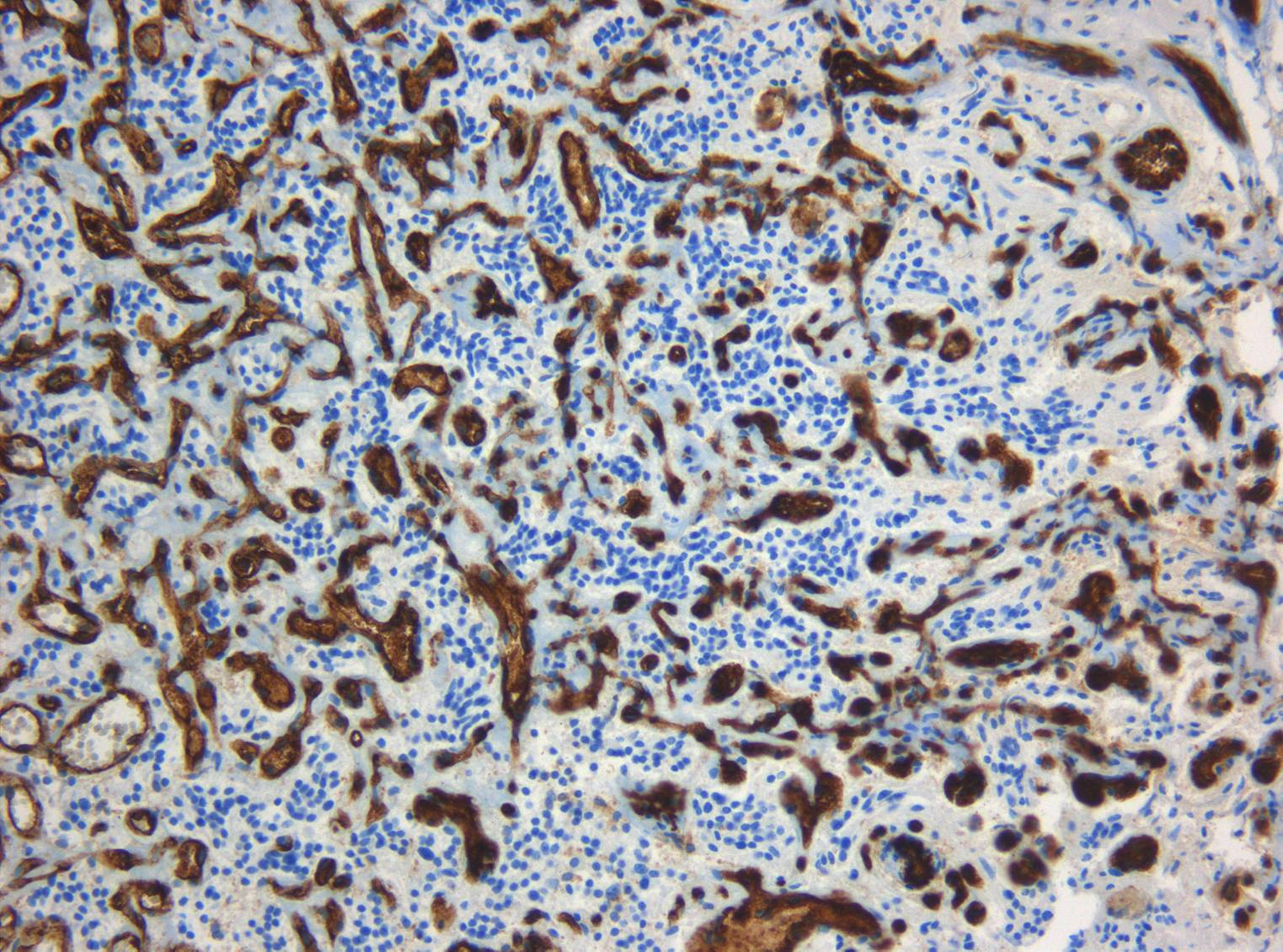
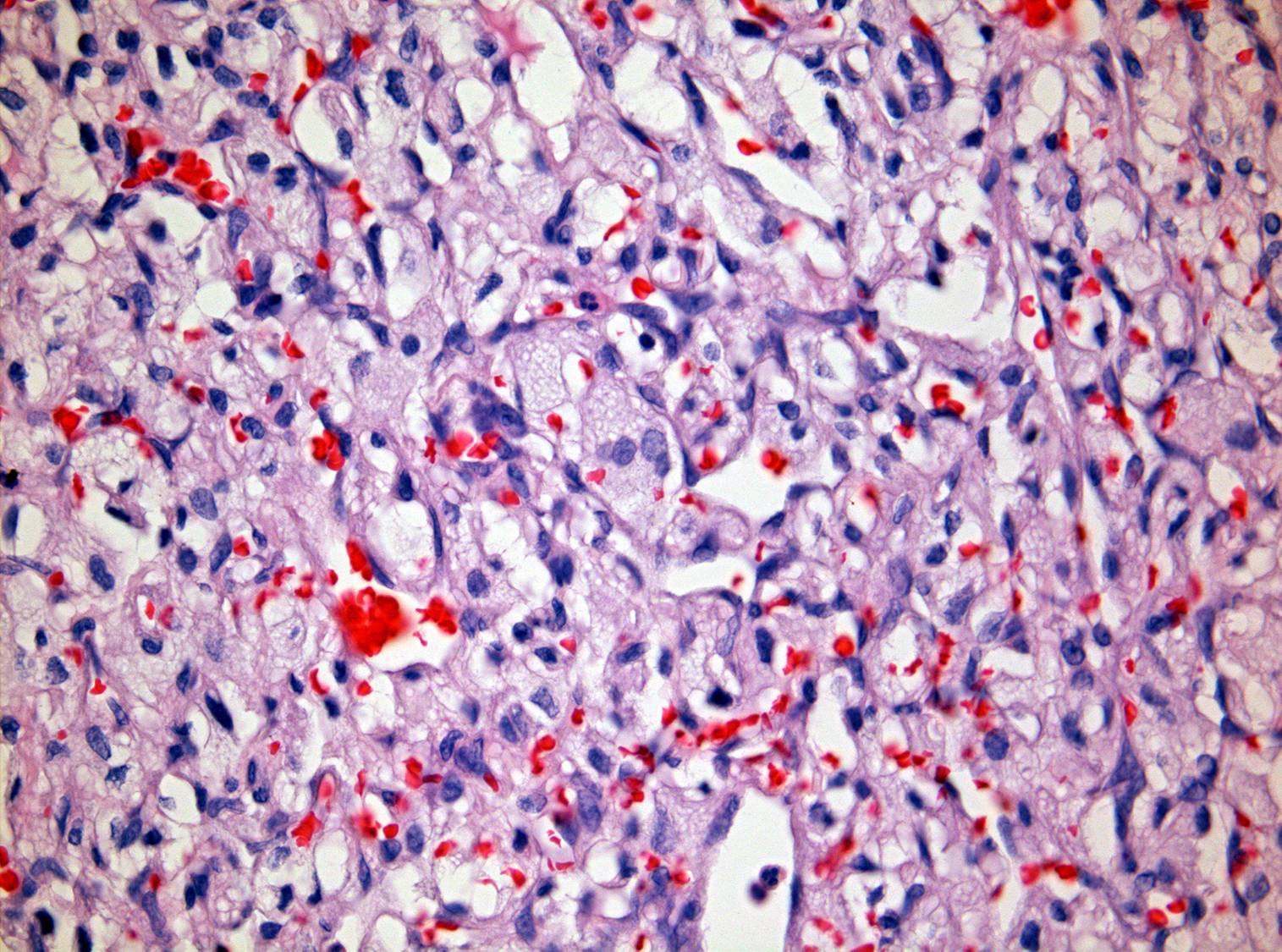

Risonanza magnetica degli emangioblastomi nella malattia di von Hippel-Lindau.
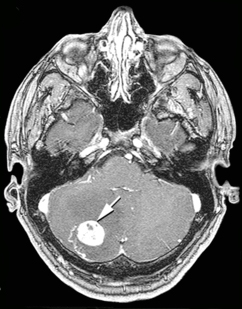
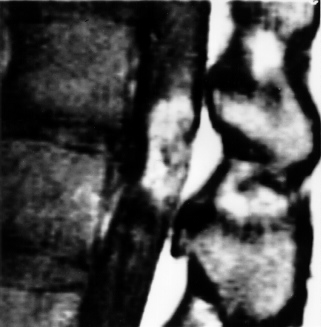
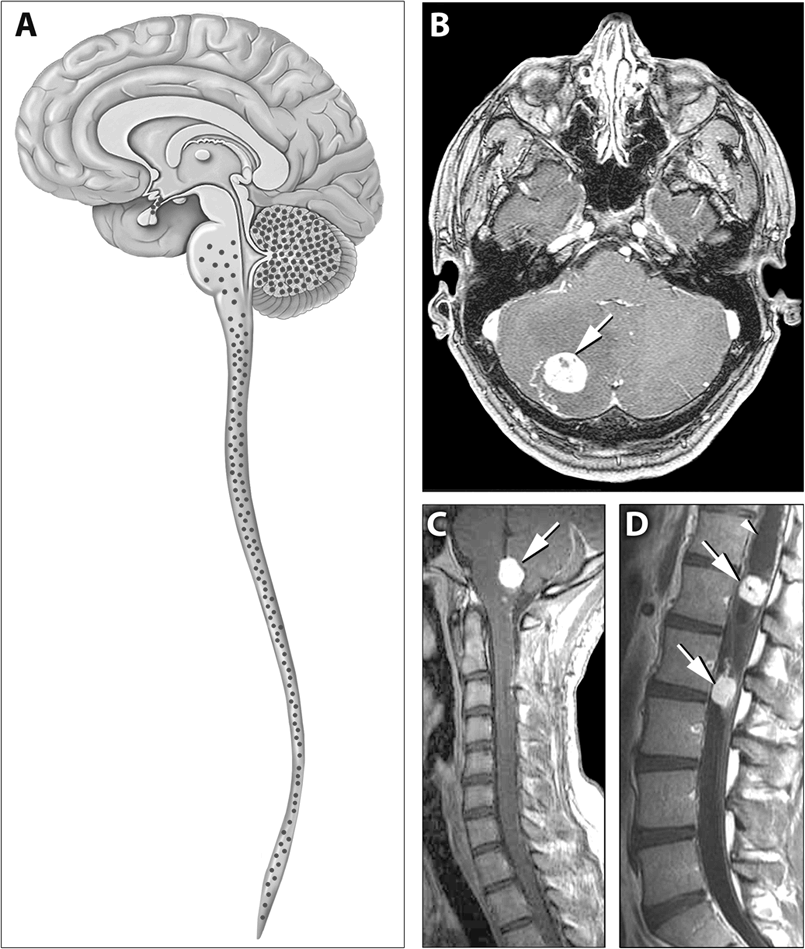
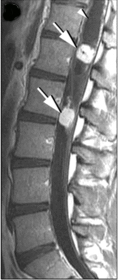
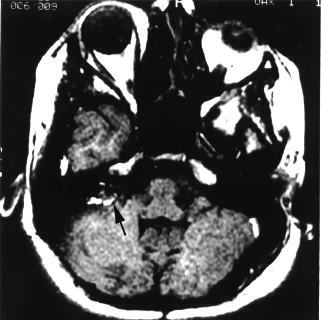